# Château de Borbeck
Le château de Borbeck (Schloss Borbeck) est un château situé à Borbeck-Mitte, dans la municipalité d'Essen en Rhénanie-du-Nord-Westphalie, construit aux XVIIe et XVIIIe siècles.

## Histoire

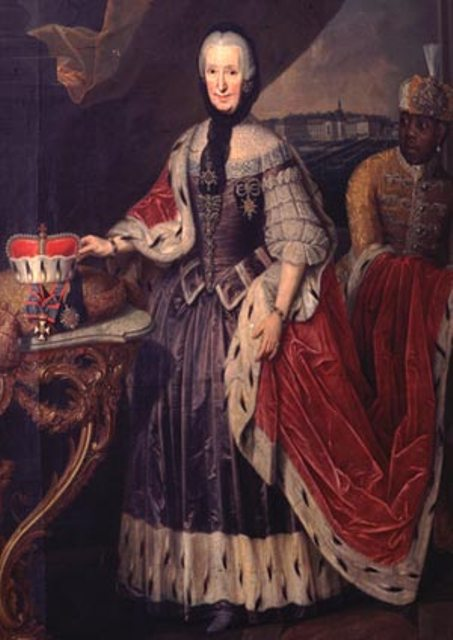
Portrait de la princesse-abbesse Françoise-Christine

Le domaine appartient à partir du IXe siècle aux abbesses franques de l'abbaye d'Essen. Il est cité encore en 1227, lorsqu'il est le fief du chevalier Hermann von Borbecke, protecteur ou bailli de l'abbaye dirigée par Adélaïde de Wildenberg, à la place du chevalier Adolf von Gymnich. L'abbesse Berthe d'Arnberg achète le château en 1288 qui appartenait alors aux seigneurs d'Altendorf, Hermann et Wennemar. Les abbesses le reconstruisent et y résident du XIVe au XVIe siècle. Il est décrit comme castrum en 1372, mais l'on ne sait s'il s'agissait d'une simple maison fortifiée au d'un château fort. L'abbesse Élisabeth de Nassau obtient de l'empereur Charles IV le privilège de comté libre (Reichsgraftschaft) pour les terres de Borbeck. L'élection de l'abbesse était l'enjeu de rivalités parmi les familles de la noblesse locale (l'abbaye étant réservée aux dames de l'aristocratie) et des conflits pouvaient durer longtemps, ainsi au XVe siècle de l'élection d'Èlisabeth von Beeck qui fut confirmée par le légat du pape, en opposition à un clan rival de la noblesse locale.
L'abbesse Sophie von Gleichen use aussi du droit de battre monnaie au XVe siècle. Celle-ci est connue comme le florin de Borbeck. Le château est saccagé et à moitié détruit par les troupes espagnoles pendant la Guerre de Quatre-Vingts Ans. L'abbesse Élisabeth von Manderscheid-Blankenheim le fait reconstruire et agrandir à partir de 1598. L'abbesse Anne-Salomé de Salm-Reifferscheid (1622-1688) le choisit comme résidence au-lieu d'Essen en 1665 et décide de le faire rebâtir sur ses fondations, en style Renaissance. La partie nord et les deux tours d'angle datent de cette époque, mais c'est la princesse-abbesse Françoise-Christine du Palatinat-Sulzbach (1696-1776) qui lui donne son aspect actuel. Elle refait construire la partie sud avec plus d'ouvertures, et dessiner le parc de 42 hectares. Elle installe un jardin à la française avec des jeux d'eau, des volières, une petite île, et des ruines préromantiques. La dernière princesse-abbesse, Marie-Cunégonde de Saxe (1740-1826) avait l'intention de construire un nouveau château, mais les changements de l'époque en décident autrement. Les armées prussiennes envahissent la Rhénanie en 1802, dont une partie avait été prise par Napoléon Bonaparte. C'est donc la fin de cette enclave qui jouissait du Saint-Empire mourant du privilège de la souveraineté territoriale. Un an après, la sécularisation due au recès d'Empire de 1803 chasse définitivement les abbesses de leurs châteaux et abbayes, dont Borbeck. Celui-ci est attribué au comte von der Recke-Volmarstein et de 1806 à 1814 au duché de Berg sous la domination française.
Le baron Clemens von Fürstenberg achète le domaine en 1827. Il fait rebâtir en style néoclassique les communs et autres bâtiments entre 1839 et 1842 par Theodor Freyse, architecte d'Essen, et fait installer des écuries neuves. La famille choisit le château de Hugenpoet à proximité comme résidence principale en 1879 et le château est quelque peu délaissé.
L'entrée du parc est ouverte au public et payante à partir de 1920. Pendant la seconde Guerre mondiale, des petites casemates de béton sont construites dans le parc. Finalement la famille de Fürstenberg vend le château en 1941 à la ville d'Essen. Il est restauré dans les années 1950-1960 et sert de bureaux à l'administration locale. Le château est monument protégé depuis 1985.
Le château sert de centre culturel et d'expositions à la ville, avec un restaurant donnant sur les douves. Le parc est libre d'accès.

## Galerie

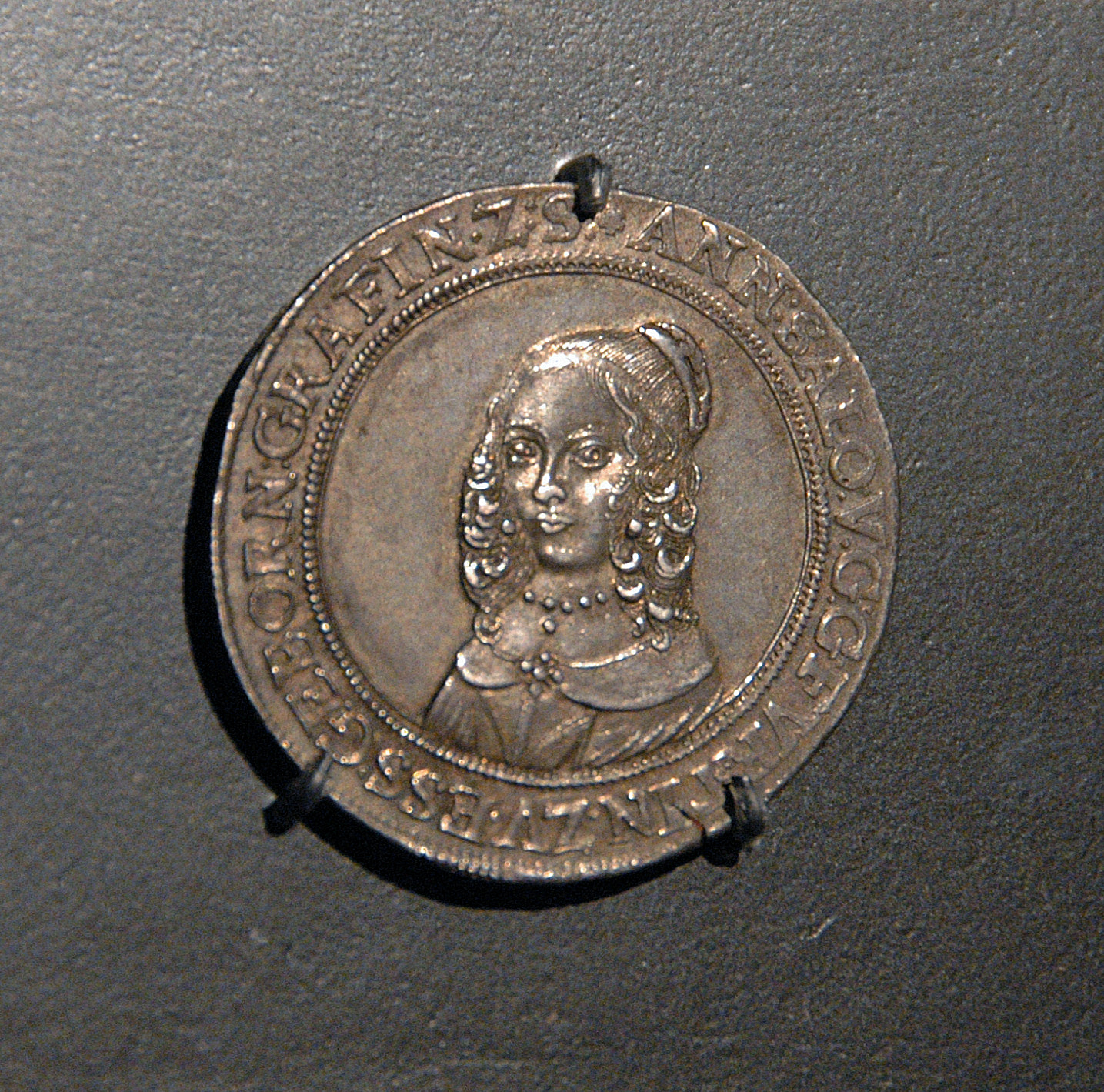
Thaler de la princesse-abbesse Anne-Salomé
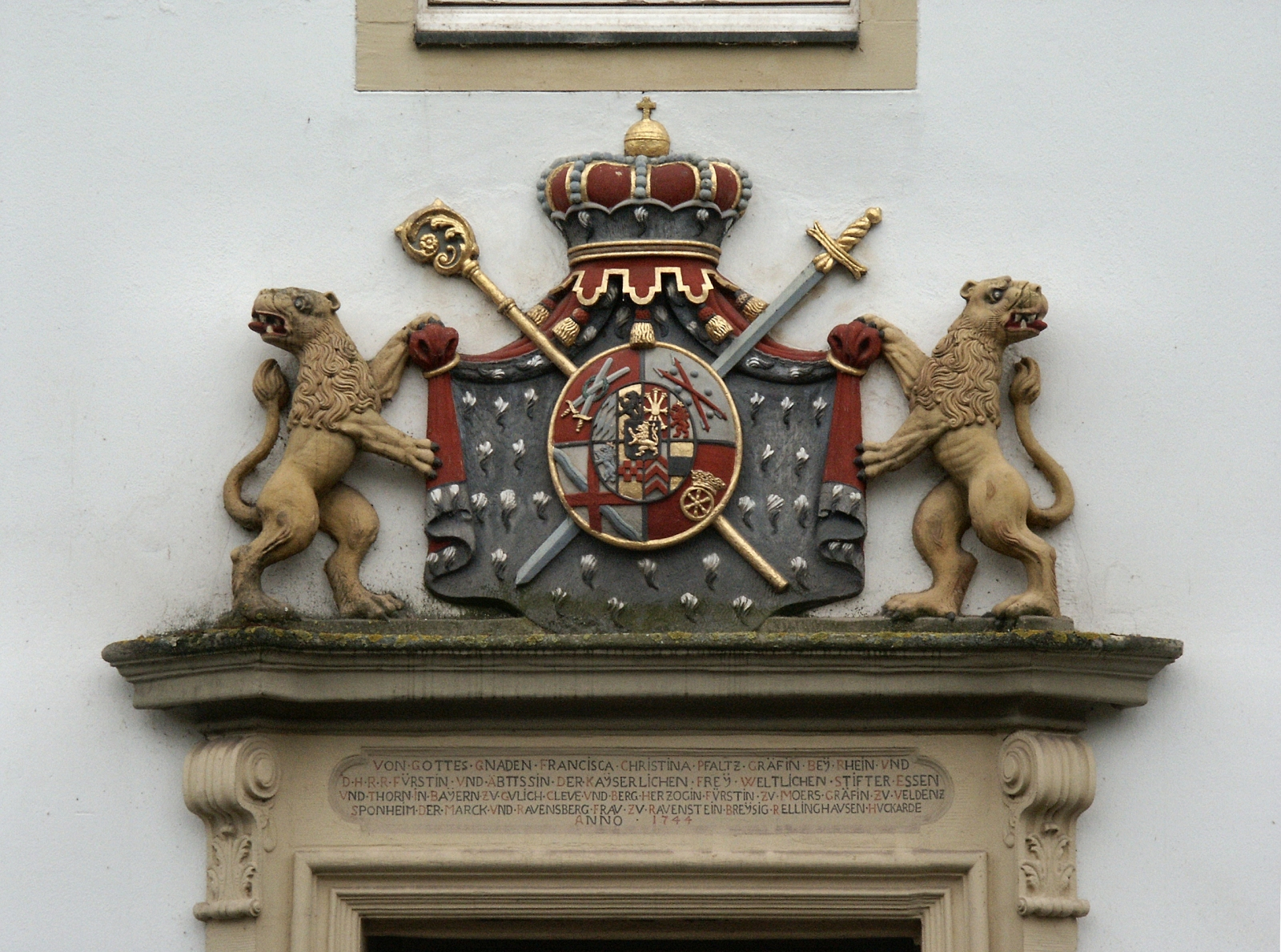
Blason de la princesse-abbesse Françoise-Christine au-dessus de l'entrée d'honneur
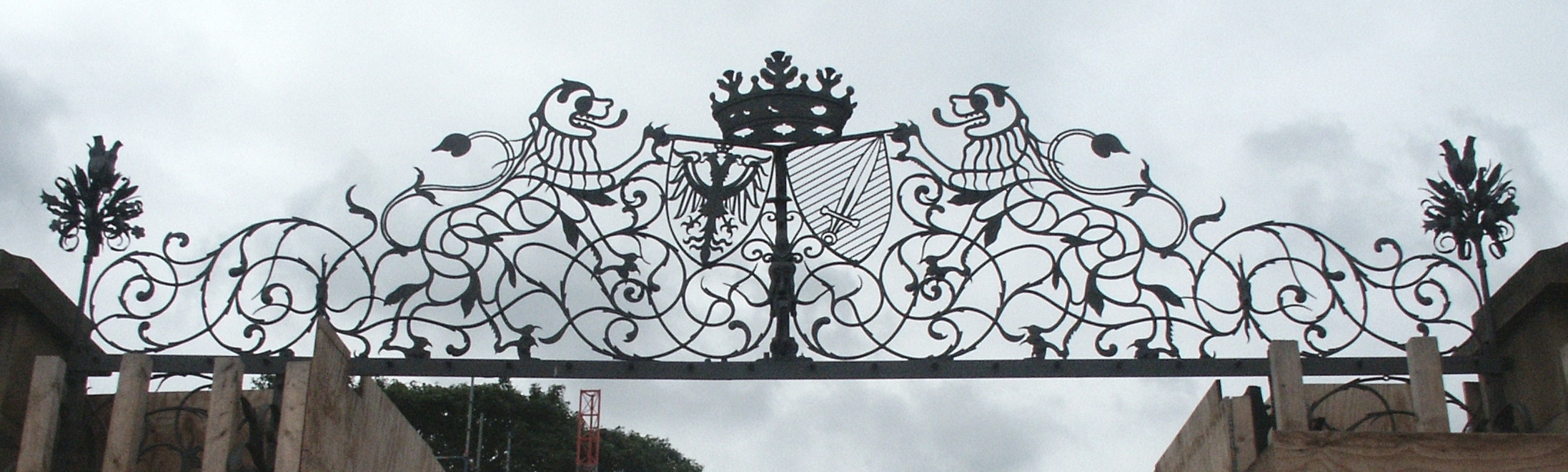
Détail de la grille d'entrée
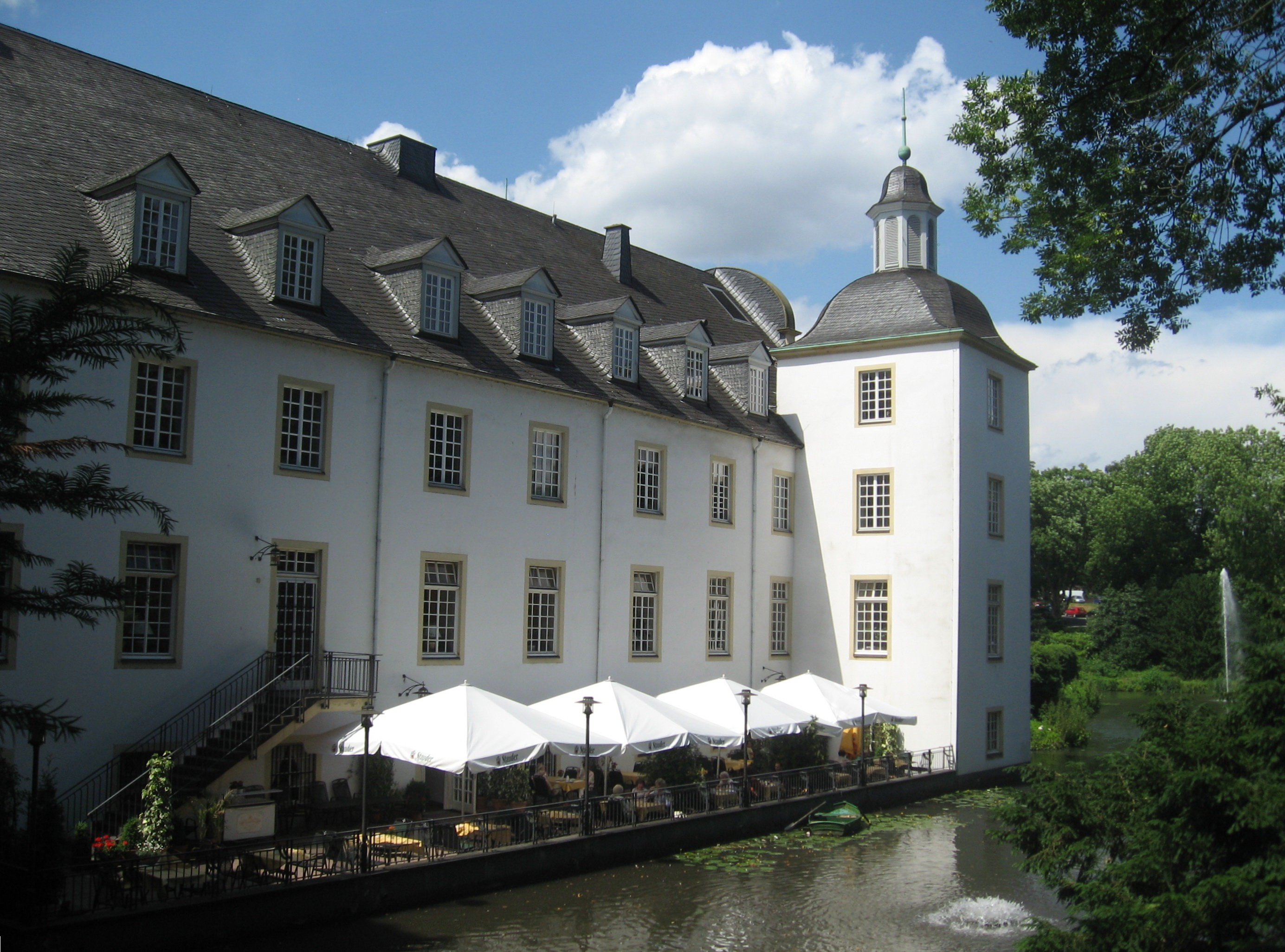
Façade sud
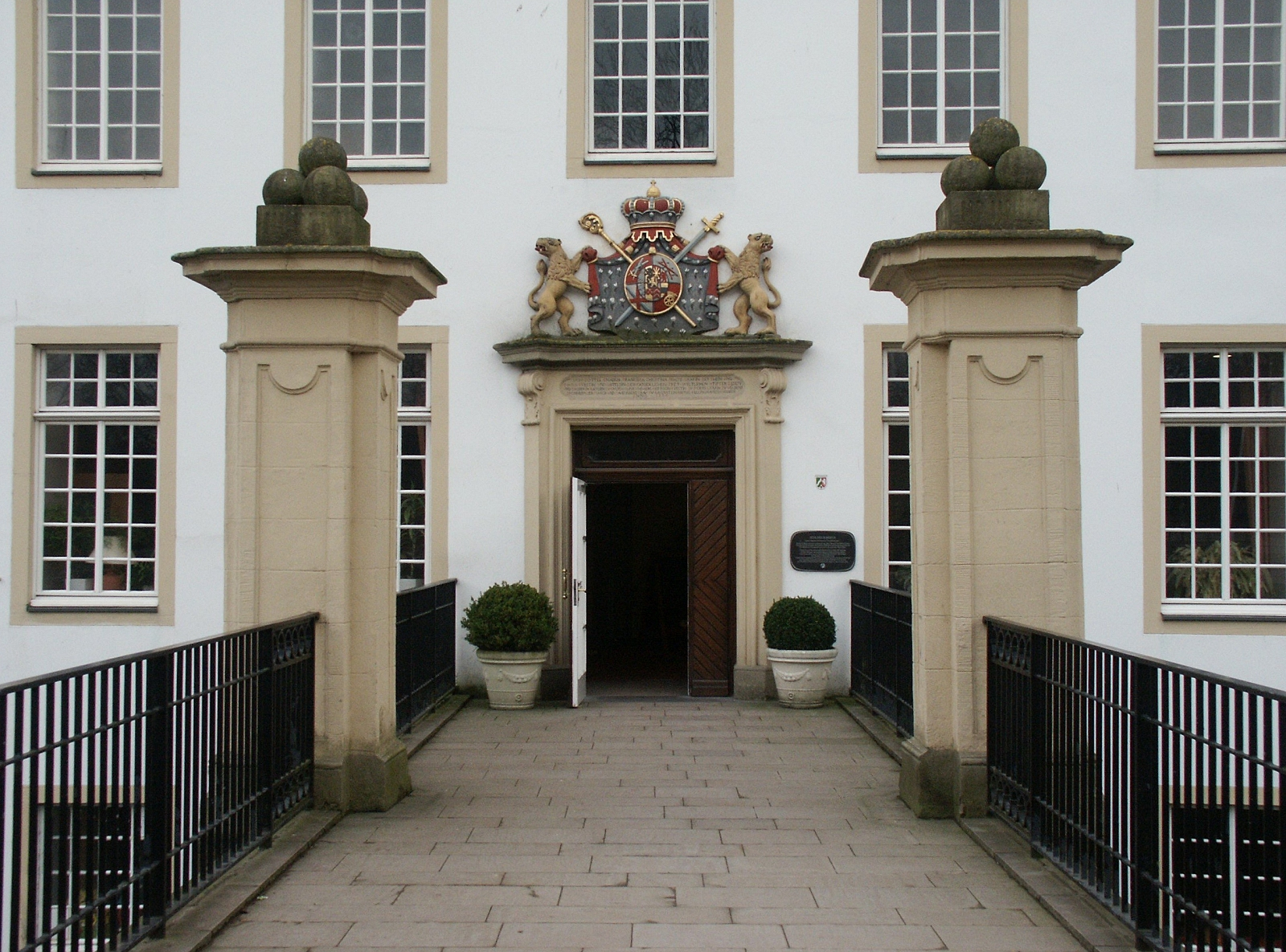
Entrée d'honneur
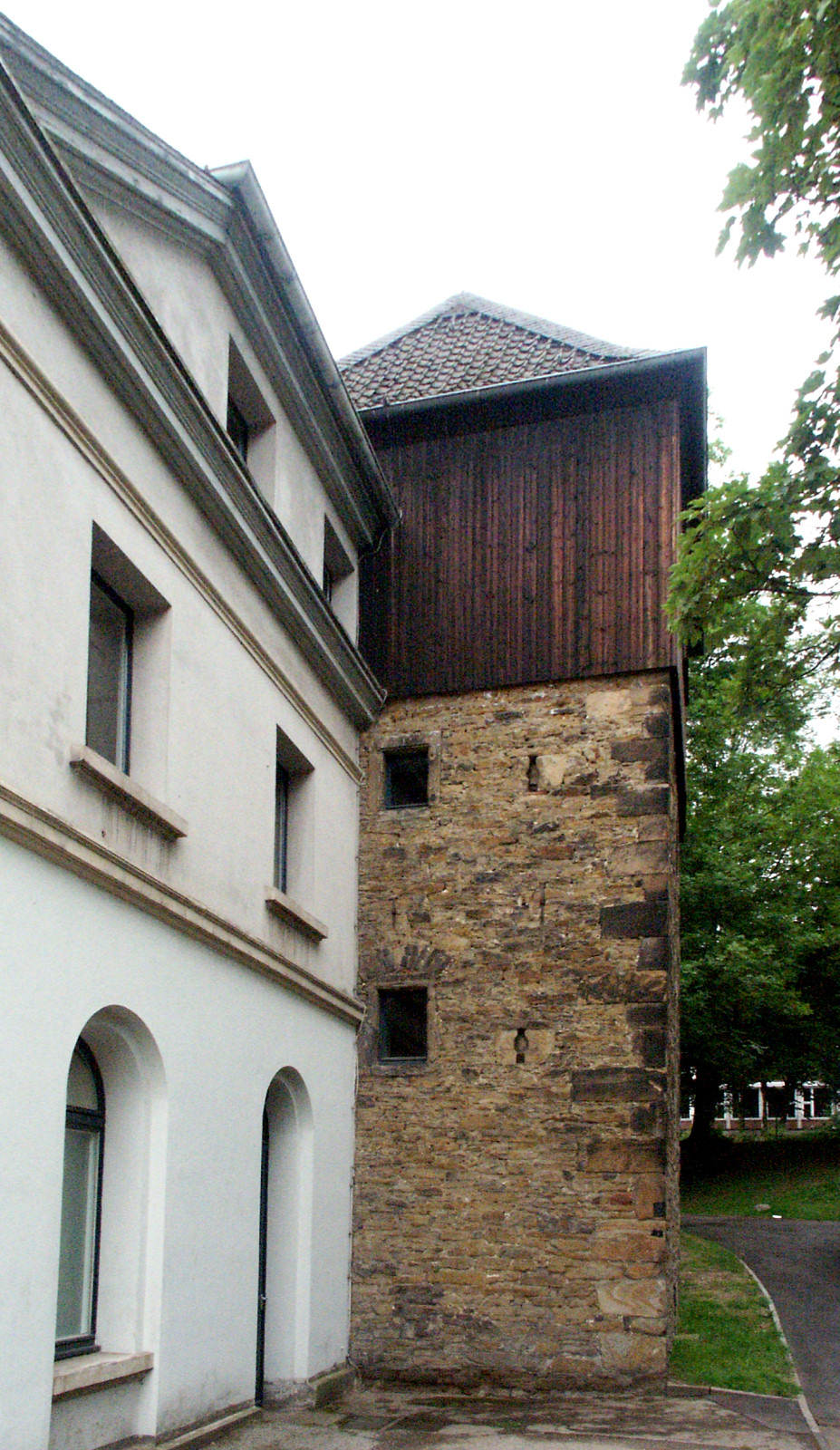
Tour médiévale
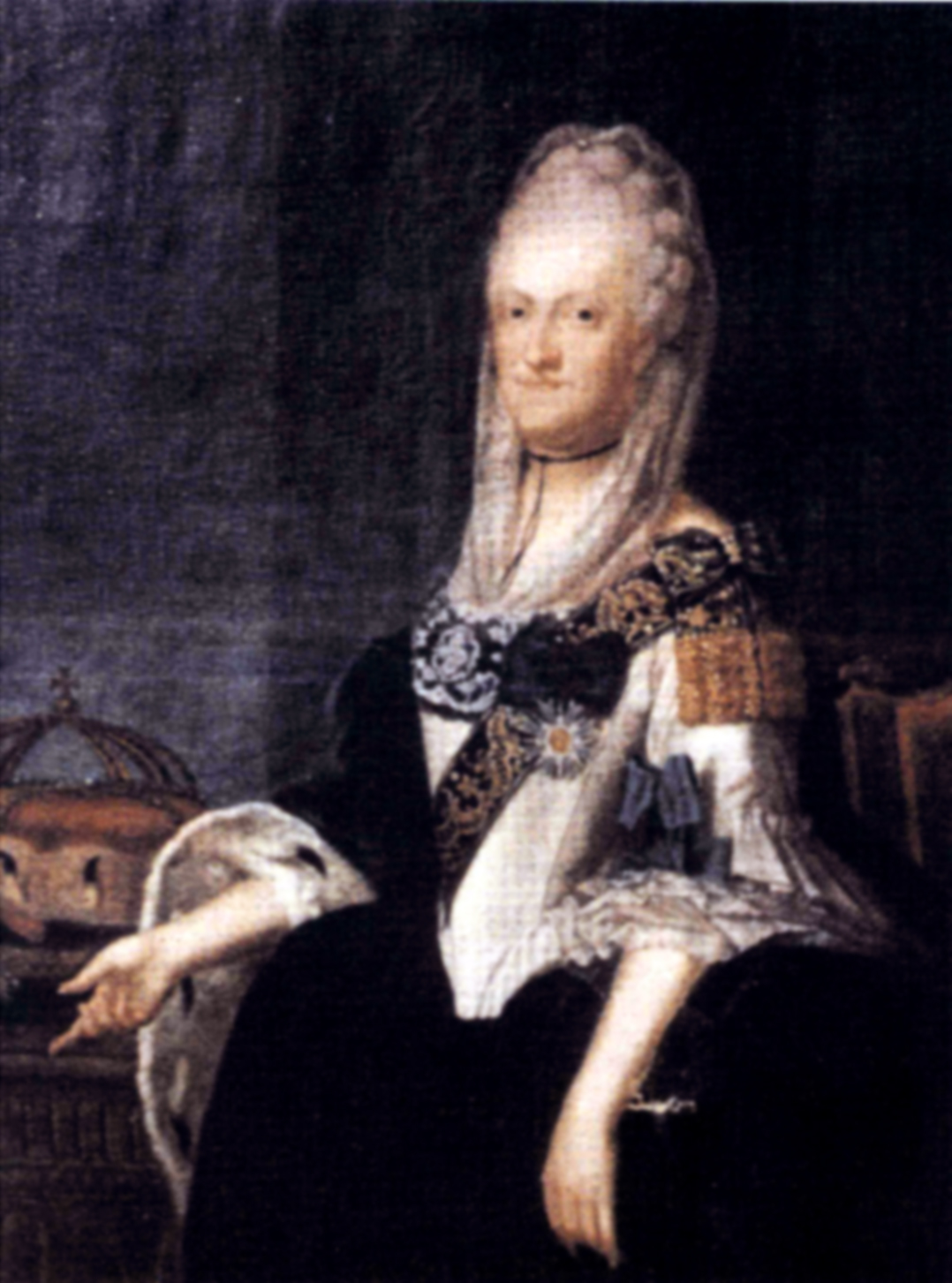
Portrait de la dernière princesse-abbesse Marie-Cunégonde
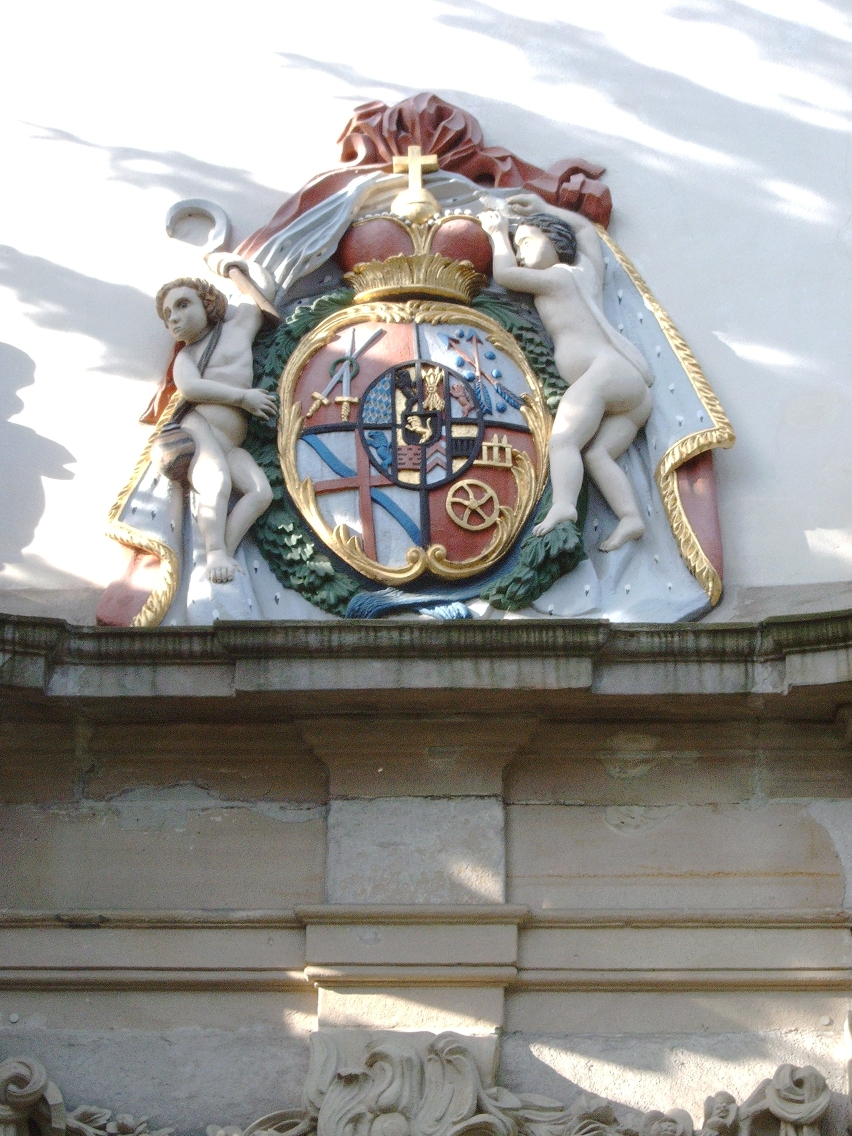
Blason de Françoise-Christine à l'église de l'orphelinat d'Essen fondé par elle

## Source
- (de) Cet article est partiellement ou en totalité issu de l’article de Wikipédia en allemand intitulé « Schloss Borbeck » (voir la liste des auteurs).